# Naturschutzgebiet Selmecke
Das Naturschutzgebiet Selmecke mit 23,8 ha Flächengröße liegt zwischen Sorpesee und Stemel im Stadtgebiet von Sundern und im Hochsauerlandkreis. Das Gebiet wurde 2019 mit dem Landschaftsplan Sundern durch den Kreistag des Hochsauerlandkreises als Naturschutzgebiet (NSG) ausgewiesen. Vorher war das Gebiet ab 1993 als Teil vom Landschaftsschutzgebiet Sundern ausgewiesen. Das NSG ist umgeben von Fichtenwäldern im Landschaftsschutzgebiet Sundern.

## Beschreibung
Beim NSG handelt es sich um ein etwa 2,5 km langes Waldsiepen der Selmecke. Der talprägende Bachlauf fließt aus mehreren Quellbächen zusammenlaufend Richtung Norden zur Mündung in die Röhr. Der naturnahen Bachauen-Biotopkomplex mit langen natürlichen Fließgewässerabschnitten dessen Talgrund wird meist beidseitig von Forstwegen begrenzt. Neben dem Selmeckesiepen selbst stellen sich auch die meisten seiner Quellbäche und Sickerquellen weitgehend unbeeinträchtigt und naturnah dar. Ebenso bemerkenswert sind die in großen Teilbereichen der schmalen Bachaue stockenden bachbegleitenden quellig-durchsickerten Erlenwälder mit Niederwaldnutzungsmerkmalen in Form von Mehrstämmigkeit. Neben den regelmäßig vorkommenden Torfmoospolstern treten aber gelegentlich auch wertmindernde Fichtennaturverjüngungen auf. Nur auf wenigen Teilstrecken ganz im Süden grenzen Fichtenkulturen bis unmittelbar an die Quellbäche an. Zwei von Osten zufließenden Quellbäche zeigen sich von Birken-Eichenwäldchen aus meist mittlerem Baumholz umgeben und sind in die Abgrenzung einbezogen.
Neben den Fichtenkulturen in der Bachaue sind die zahlreichen Rohrdurchlässe an den Forstwegequerungen, die bis zu Bachaufstauungen führen, als wesentliche Beeinträchtigungen im NSG zu nennen.
Der Landschaftsplan führt zum Naturschutzgebiet Selmecke aus: „Von seiner grundsätzlichen Ausstattung ist das Selmecketal auch weiter auf der offenen nicht als NSG festgesetzten Strecke bis zur Mündung in die Röhr eines der charakteristischen Bachtäler des bewaldeten Sauerlandes mit der besonderen Wertigkeit quellnaher Bruchwaldgesellschaften. Es kennzeichnet gleichzeitig die Gefährdung dieser zur Quelle hin immer schmaleren Kerbsohlentäler durch einen bedrängenden Fichtenanbau. Die Fichte zeigt in den jüngeren Altersstadien auf diesen Standorten hervorragende Wuchsleistungen, mit zunehmendem Alter sind die Nadelbäume hier jedoch von Rotfäule bedroht. Es ist daher auch aus forstwirtschaftlichen Überlegungen sinnvoll, hier standortgerechte Laubbaumarten zu fördern. Das Selmecketal hat in dieser Hinsicht ein hohes Entwicklungspotential.“

## Schutzzweck
Laut Landschaftsplan erfolgte die Ausweisung zum:
- „Schutz und Erhaltung des naturnahen Fließgewässersystems und seiner oft torfmoosreichen Bruchwaldstandorte, v. a. im Quellbereich und streckenweise auf der Talsohle;“
- „Schutz Wiederherstellung und Entwicklung schutzwürdiger Waldgesellschaften entlang eines gesamten Fließgewässerverlaufes von den Quellen bis zum Eintritt ins Offenland im Sinne eines Biotopverbundes.“
- „Das NSG dient auch der nachhaltigen Sicherung von besonders schutzwürdigen Lebensräumen nach § 30 BNatschG und von Vorkommen seltener Tier- und Pflanzenarten.“[2]

## Entwicklungsmaßnahmen
Der Landschaftsplan führt zwei Entwicklungsmaßnahmen auf: „Vorhandenes und auflaufendes Nadelholz – auch Fichtennaturverjüngung - ist vorrangig auf den quelligen potentiellen Bruchwaldstandorten regelmäßig zu entfernen (§ 13 LNatSchG); Die entfichteten Flächen sind der Sukzession zu überlassen (§ 13 LNatSchG).“